# Garsten
Garsten ist eine Marktgemeinde mit 6674 Einwohnern (Stand 1. Jänner 2025) in Oberösterreich im Bezirk Steyr-Land. Bekannt ist der Ort vor allem für das ehemalige Stift Garsten, in dem sich heute die Justizanstalt Garsten befindet.

## Geografie
Garsten liegt auf 298 m Höhe im Traunviertel am Rande der Eisenstadt Steyr. Die Ausdehnung der Marktgemeinde beträgt 11,4 km von Nord nach Süd und 10,7 km von West nach Ost. Ein Anteil von 39 % der Gemeindefläche ist bewaldet, 51,4 % sind landwirtschaftlich genutzt.

### Gemeindegliederung
Das Gemeindegebiet umfasst folgende 20 Ortschaften (in Klammern Einwohnerzahl Stand 1. Jänner 2025):
- Buchholz (218)
- Christkindl (556)
- Garsten (2204)
- Garsten Nord (502)
- Kraxental (221)
- Lahrndorf (494)
- Mühlbach (325)
- Mühlbachgraben (55)
- Oberdambach (162)
- Pergern (141)
- Pesendorf (361)
- Rosenegg (122)
- Saaß (421)
- Sand (111)
- Sarning (137)
- Schwaming (78)
- Sonnberg (45)
- Tinsting (49)
- Unterdambach (452)
- Unterlaussa (20)

Die Gemeinde besteht aus den Katastralgemeinden Garsten, Lahrndorf, Mühlbach, Oberchristkindl, Pergern und Unterdambach.

### Nachbargemeinden
| Sierning             | Steyr                                       |                      |
| Aschach an der Steyr | Kompassrose, die auf Nachbargemeinden zeigt | St. Ulrich bei Steyr |
|                      | Ternberg                                    | Laussa               |

## Geschichte
Erstmals wird Garsten in den Aufzeichnungen der Synode von Mistelbach 985 urkundlich erwähnt. 1082 wurde das Kloster als Kollegiatstift von Ottokar I, einem Traungauer gegründet. Unter seinem Sohn Ottokar II erfolgte im Jahr 1107 die Berufung von Benediktinern aus dem Stift Göttweig mit dem berühmten ersten Abt und Heiligen Berthold von Garsten. Dies war für die weitere politische und kulturelle Entwicklung maßgebend.
Ursprünglich im Ostteil des Herzogtums Bayern liegend, gehörte der Ort seit dem 12. Jahrhundert zum Herzogtum Österreich. Seit 1490 wird er dem Fürstentum Österreich ob der Enns zugerechnet.
Während der Napoleonischen Kriege war der Ort mehrfach besetzt. Seit 1918 gehört der Ort zum Bundesland Oberösterreich.
Nach dem Anschluss Österreichs an das Deutsche Reich am 13. März 1938 gehörte der Ort zum Gau Oberdonau und wurde am 10. Juli 1938 nach Steyr eingemeindet.
Nach 1945 erfolgte die Wiederherstellung Oberösterreichs. 1958 wurde die Gemeinde zum Markt erhoben.

## Kultur und Sehenswürdigkeiten
- Schloss Rosenegg
- Stift Garsten: Ehemaliges barockes Benediktinerstift: Baumeister war Pietro Francesco Carlone, nach dessen Tod fertiggestellt von Jakob Prandtauer. Heute Justizanstalt Garsten.
- Katholische Pfarrkirche Garsten Mariä Himmelfahrt: Stiftskirche des ehemaligen Benediktinerstiftes Garsten; 1677 unter dem italienischen Baumeister Pietro Francesco Carlone begonnen, von seinen Söhnen Carlo Antonio Carlone und Giovanni Battista Carlone vollendet. Barocke Ausgestaltung u. a. von Kremser Schmidt.

## Wirtschaft und Infrastruktur
Garsten ist Sitz des Rundfunkveranstalters RTV Regionalfernsehen OÖ.

### Verkehr
- Bahn: Der Bahnhof Garsten liegt an einer Teilstrecke der Rudolfsbahn. Von 1889 bis 1982 war Garsten Ausgangspunkt der schmalspurigen Steyrtalbahn, die seit 1985 wieder tageweise als Museumsbahn fährt, jedoch erst ab Bahnhof Steyr Lokalbahn (Streckenkilometer 2,7) und nur mehr bis Grünburg.

## Politik
Der Gemeinderat hat 31 Mitglieder.
- Mit den Gemeinderats- und Bürgermeisterwahlen in Oberösterreich 2003 hatte der Gemeinderat folgende Verteilung: 17 ÖVP, 10 SPÖ, 3 GRÜNE und 1 FPÖ.[4]
- Mit den Gemeinderats- und Bürgermeisterwahlen in Oberösterreich 2009 hatte der Gemeinderat folgende Verteilung: 18 ÖVP, 7 SPÖ, 3 FPÖ und 3 GRÜNE.[5]
- Mit den Gemeinderats- und Bürgermeisterwahlen in Oberösterreich 2015 hatte der Gemeinderat folgende Verteilung: 19 ÖVP, 5 SPÖ, 4 FPÖ und 3 GRÜNE.[6]
- Mit den Gemeinderats- und Bürgermeisterwahlen in Oberösterreich 2021 hat der Gemeinderat folgende Verteilung: 19 ÖVP, 5 SPÖ, 4 GRÜNE und 3 FPÖ.[7][8]

### Bürgermeister
Bürgermeister seit 1850 waren:
- 1850–1855 Alois Greutter
- 1855–1870 Josef Blumenschein
- 1870–1882 Johann Eder
- 1882–1891 Franz Burgholzer
- 1891–1915 Josef Schweinschwaller
- 1915–1921 Franz Brandstetter
- 1921–1923 Johann Weindl
- 1923–1938 Josef Lenzenweger
- 1938–1938 Egon Meindl
- 1938–1940 (eingemeindet Steyr)
- 1940–1942 Lambert Lötsch
- 1942–1945 Anton Brandner
- 1945–1948 Josef Lenzenweger
- 1948–1949 Leopold Oberaigner
- 1949–1979 Alfred Mayrhofer
- 1979–2008 Franz Steininger (ÖVP)[10]
- seit 2008 Anton Silber (ÖVP)[11]

### Wappen
Blasonierung: Gespalten von Blau und Rot; rechts ein silberner, aufgerichteter, rot gewaffneter und gehörnter, feuerspeiender Panther; links ein silberner Balken. Die Gemeindefarben sind Blau-Weiß.

## Persönlichkeiten

### Söhne und Töchter der Gemeinde
- Augustin Reslhuber (1808–1875), Benediktiner-Abt, Wissenschafter, Politiker und Volksbildner
- Franz Hölzl (1825–1874), Orgelbauer
- Franz Fuchs (1876–1914), Politiker, Mitglied des Abgeordnetenhauses 1907–1914[12]
- Karl Kokesch (1905–1959), Politiker
- Linus Kefer (1909–2001), Pädagoge, Schriftsteller und Übersetzer
- Josef Breurather (1926–2016), Versicherungsangestellter und Politiker

### Personen mit Bezug zur Gemeinde
- Johann Karl von Reslfeld (1658–1735), Barockmaler, in Garsten verstorben
- Klaus Pohl (1883–1958), Schauspieler, in Garsten verstorben